# Вознесіння

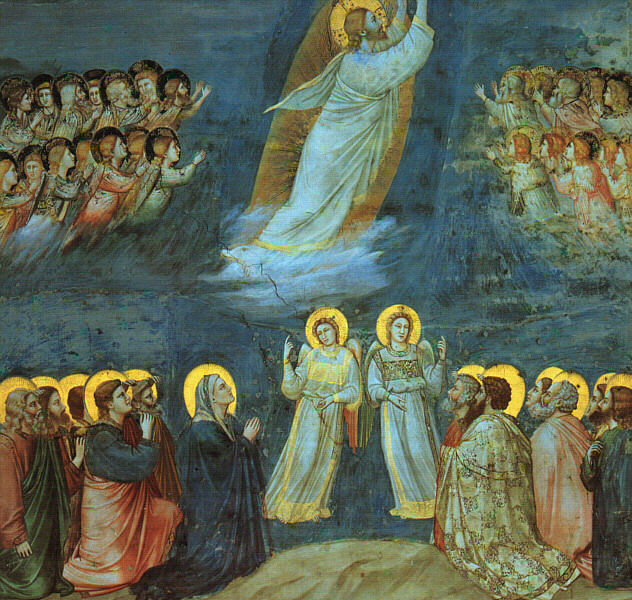
Джотто ді Бондоне (1267—1337). Вознесіння Христа. Капелла Скровені в м. Падуя, Італія

Вознесі́ння Госпо́днє (грец. Ἀνάληψις τοῦ Κυρίου, лат. Ascensio Domini) — у християнстві вознесіння Ісуса Христа на небо, яке відбулося через 40 днів після воскресіння. Відзначається як велике свято, яке завжди припадає у четвер 40-го дня по воскресінні. У католицькій церкві має статус торжества. Останній день, коли вітаються «Христос воскрес!». Також у храмах ховають плащаницю. Інші назви — Вознесіння Ісуса Христа, Вознесіння Христове (лат. Ascensio Iesu), Вше́стя. Як пояснює Афанасій Великий, Вознесіння Спасителя означає обоження (грец. Θεοποιεῖσθαι) Його людської природи, яка стає невидимою для тілесного ока.. Перемігши смерть, Христос почав нове життя у славі у Бога. Він перший долучився до цього стану, щоб приготувати місце Своїм святим; Він прийде знову і введе їх туди, щоб вони були з Ним навіки (Ін 14: 2).

## У Біблії
З усіх авторів Нового Завіту тільки Лука описує вознесіння Ісуса. У Дії 1:9–11 розповідається про те, як Ісус «піднявся» і зник у хмарі. В Лк. 24:50–51 і Дії 1:12 вказується, що подія ця сталася недалеко від Віфанії, на схід від Єрусалиму, на горі Оливній. Матвій завершує свою розповідь подіями, які передували П'ятидесятниці, а Іван коментує вознесіння Ісуса так: Ісус пішов, але Він повернеться (Ін 21:22); до Нього не можна торкатися, тому що Він повинен піднестися (Ін 20:17); багато хто повірить в Нього, не бачачи (Ін 20:29).
Таким чином, в Євангелії стверджується, що:
- після воскресіння Ісус являвся ученикам;
- в якийсь момент ці явища припинилися;
- незважаючи на фізичну відсутність, Ісус як і раніше духовно присутній у Своїй церкві. Інші автори Нового завіту згодні з цим. Апостол Павло пише, що Бог воскресив Христа з мертвих, «посадивши на небі праворуч Себе» (Еф 1:20), а в Посланні до євреїв говорить про це так: Ісус «засів на правиці величности на висоті» (Євр 1: 3).

Для Ісуса Христа вознесіння було необхідно, щоб Він вступив в небесну «славу», в якій Він буде сидіти по праву руку Отця, поки всі Його вороги не будуть переможені (Пс. 109: 1 — старозавітний текст, який найчастіше цитується в Новому завіті). Вознесіння — доказ прославлення і переваги Христа над такими героями старого завіту як Давид (Дії  2: 33-36). Завдяки вознесінню, Він піднявся над усіма, щоб наповнити все (Еф 4:10), прийняв «Ім'я, що вище над всяке ім'я» (Флп. 2: 9–11).
Для автора Послання до євреїв вознесіння Ісуса є також доказом Його переваги над ангелами; Він сидить на престолі, а вони служать Йому (Євр. 1: 13–14). Ангели, влади і сили — всі підпорядковані вознесенному Христу (1 Тим. 3: 16; 1 Пет 3:22).
Значення Вознесіння Христа для християнина можна сформулювати в чотирьох пунктах.
- По-перше, без цього не був би можливий дар Святого Духа, Який не прийшов би, якби Ісус не вознісся і не послав Його (Ін 16: 7). Без вознесіння у церкві був би Ісус, територіально знаходиться в одному місці, а не присутній духовно всюди, де «двоє чи троє зібрані в ім'я Його» (Мф 18:20; див. також Мт 28:20).
- По-друге, так як Ісус, який був воістину людиною, вознісся на небеса, люди теж можуть потрапити туди. Ісус вирушив туди, щоб «приготувати місце» для Своїх послідовників (Ін 14: 2). Ті, хто «у Христі», повинні сподіватися, що колись теж піднесуться і будуть з Ним (2 Кор 5: 1–10).
- По-третє, піднесення доводить, що жертва Христа була ефективна і прийнята Богом. Ісус пройшов небеса (Євр. 4:11Євр 4:14) і увійшов в присутність Бога (Євр 6:20), яке описується як внутрішнє святилище небесного храму, справжнього храму, копією якого є храм земний (Євр 9:24). Принесений один раз в жертву Богу (Євр 9:12), Христос сів на престолі (Євр. 1:3; 10:12; 12:2), що показує: повторення жертви не потрібно.
- По-четверте, вознесіння означає, що на небесах присутня людина, яка співчуває людству і здатна бути заступником за нього (1 Ів. 2: 1).

Ісус пройшов через всі стадії людського досвіду — народження, зростання, спокуси, страждання і смерть, — тому Він може бути ефективним посередником між людьми і Богом на небесах (Євр.  2:17; 5: 7–10).
Вознесіння Христа переконує церкву в тому, що Бог розуміє становище людей, тому християни можуть сміливо приходити до Нього зі своїми молитвами (Євр 4: 14–16). Таким чином, вознесіння Христа є невід'ємною частиною навчання нового завіту. Воно є основою для визнання небесного статусу Христа, а також для впевненості і вірувань християн.

### Шлях між небом і землею
За природно виниклим уявленням, поширеним по всьому світу і використаних у Біблії, небо є житлом Божества і служить навіть метафоричним позначенням Бога. 3емля, Його підніжжям (Іс 66: 1), — житлом для людей (Пс 113: 24; Екк 5: 1). Щоб їх відвідувати, Бог «сходить» з неба (Бут.  11: 5; Вих.  19:11; Мих 1: 3; Пс. 143: 5) і потім знову «сходить» на нього (Бут 17:22). Хмара служить Йому колісницею (Числ 11:25; Пс 17:10; Іс 19: 1). Дух, що посилається Богом, також повинен сходити (Іс.  32:15; Мт.  3:16; 1Петр 1:12), так само як і Слово, повертається до Нього кожен раз по звершенні своєї справи (Іс. 55:10; Прем 18:15). І ангели, що живуть на небі з Богом (3Цар 22:19; Іов 1: 6; Тов 12:15; Мт 18:10), сходять для виконання Божественних повелінь (Дан 4:10; Мф 28: 2; Лк 22:43) і потім знову сходять (Суд 13:20; Тов 12:20); таким сходженням і вознесінням встановлюється зв'язок між небом і землею (Бут 28:12; Ін 1:51).
Людям цей шлях сам по собі недоступний, і говорити про сходження на небо значить виражати прагнення до недосяжного (Втор 30:12; Пс 138: 8; Притч 30: 4; Вар. 3:29), але іноді і зазіха́ння божевільної гордині (Бут 11 : 4; Іс 14:14; Єр 51:53; Іов 20: 6; Мф 11:23). Треба задовольнятися вже і тим, що молитви сягають неба (Тов 12:12; Сір 35:16 сл; Деян 10: 4) і що Бог призначає людям зустріч в горах, куди Він сходить, а вони піднімаються, напр., на горі Синай (Вих 19:20) або на Сіонску гору (Іс 2: 3 і 4: 5). Тільки обраним, як Енох (Бут 5:24; 44:16; 49:14) або Ілія (4Цар 2:11; Сір 48: 9-12; 1Макк 2:58), дана особлива милість бути піднятим на небо божественною силою. В Дан. 7:13, Син людський йде до Старого днями; це можна уявляти собі теж як сходження, хоча місце його сходження таємниче, а хмари небесні можуть бути тут не колісницею, а тільки прикрасою Божої обителі.

## Сенс
Основний сенс цієї події пов'язаний з образом подолання кордонів: Ісус вознісся від землі до неба, тобто перейшов з однієї сфери реальності в іншу. У Еф. 4: 8 говориться, що Ісус зійшов «на висоту», а в Кол. 3: 1–2 вознесіння Христа пов'язується з «гірським» на противагу «земному». Лука пише, що «хмара забрала Його з виду їх» (Дії 1:9), а учні «дивилися на небо» (Дії 1:10–11). Ця подія супроводжувалася надприродними явищами — зникненням людської особистості, появою хмари, яка взяла Ісуса, і двох ангелів, які дали вказівки приголомшеним учням.
На додаток до чисто фізичних образів, пов'язаних з вознесінням, є і багато інших. По-перше, ця подія знаменує собою важливу віху і поворот у розвитку: земне життя Ісуса закінчується (саме на цьому етапі завершується розповідь Євангелія від Луки). Таким чином, піднесення завершує цикл падіння і злету в життя втіленого Христа — падіння, за яким послідувало сходження, з очевидністю демонструє ідеал повноти і завершеності. У Ін. 6:62 Ісус говорить про «Сина Людського, який возноситься туди, де був колись», а в Еф. 4:10 говориться, що «Хто зійшов був, Той саме й піднявся високо над усі небеса, щоб наповнити все».
По-друге, піднесення — найяскравіше вираження позитивного значення архетипу, пов'язаного з ідеєю сходження. Основний його зміст полягає у піднесенні до Бога Отця. Своїм воскресінням і вознесінням Ісус, крім іншого, підтвердив Свою божественну природу і силу досконалого Їм спасенного служіння. У короткому списку справ, що звеличують Христа  (1 Тим. 3:16), першочергове значення має факт, що Христос «вознісся у славі». Інші образи, пов'язані з піднесенням Христа на небо, ще більше підкреслюють ідею про вознесіння. Наприклад, Христос, що вознісся, зайняв почесне місце праворуч Бога Отця (Еф. 1:20; Кол. 3: 1; Євр. 1: 3; 8: 1; 10:12; 12: 2). Піднесений Христос «вищий від усякого начальства і влади, і сили і панування, і всякого ймення» (Еф. 1:21).
Звеличення Христа при вознесінні тісно пов'язане також з темою перемоги царя над силами зла і ворогами Бога. Ця тема передує в Пс. 67:19, де показаний образ переможного царя, який «зійшов на висоту, полонив полон, прийняв дари». У Еф. 4: 8 цей образ відноситься до Христа. В умовах всесвітнього конфлікту між добром і злом вознесіння Христа привело до того, що Бог «І все впокорив Він під ноги Йому, і Його дав найвище за все за Голову Церкви» (Еф. 1:22).
У вознесіння Ісуса на небо виражається тема не тільки кінця Його земного життя, але і підготовки до Його короткочасного повернення на землю. Ісус вознісся на небо, щоб приготувати місце для учнів, що йдуть за Ним (Ін. 14: 1–4). Христос, що вознісся, знову з'явиться «у славі» (Кол. 3: 4).
У Біблії викладається також предметний урок для віруючих. В силу своєї віри в Христа «воскреслі» віруючі будуть сидіти з Христом «на небесах» (Еф. 2: 6), і вони призиваються «шукати того, що вгорі, де Христос сидить праворуч Бога» (Кол. 3:1).